# ملعب أول نوفمبر 1954 (الجزائر)
ملعب أول نوفمبر 1954 (بالفرنسية: Stade du 1er-Novembre-1954 )‏ هو ملعب كرة قدم وألعاب قوى مُتعدد الاستخدمات يقع في بلدية المحمدية بالجزائر العاصمة، ويتسع إلى 5 ألف شخص.

## وصلات خارجية
- (بالعربية) الموقع الرسمي للاتحادية الجزائرية لكرة القدم